# 圣阿维勒波夫尔
圣阿维勒波夫尔（法語：Saint-Avit-le-Pauvre，法語發音：[sɛ̃.t‿avi lə povʁ]）是法国克勒兹省的一个市镇，属于欧比松区。

## 地理
圣阿维勒波夫尔（45°59'45"N, 2°2'40"E）面积4.99 平方千米，位于法国新阿基坦大区克勒兹省，该省份为法国中部省份，位于法國中央高原西北部，北起安德尔省和谢尔省，西接维埃纳省，南至科雷兹省，东临多姆山省，东北与阿列省接壤。
与圣阿维勒波夫尔接壤的市镇（或旧市镇、城区）包括：阿尔、弗朗塞什、圣叙尔皮斯莱尚。

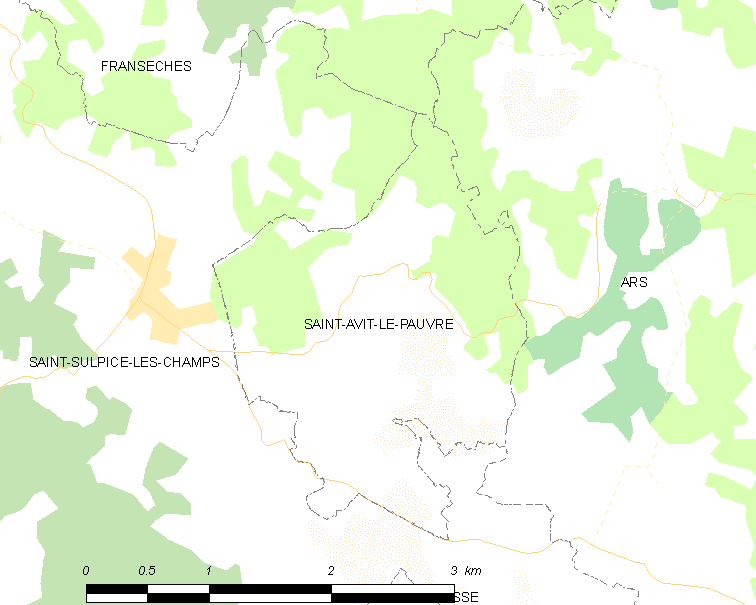
圣阿维勒波夫尔的OSM定位图

圣阿维勒波夫尔的时区为UTC+01:00、UTC+02:00（夏令时）。

## 行政
圣阿维勒波夫尔的邮政编码为23480，INSEE市镇编码为23183。

## 政治
圣阿维勒波夫尔所属的省级选区为阿安县。

## 人口

1962-2008年间圣阿维勒波夫尔人口变化图示

圣阿维勒波夫尔于2022年1月1日时的人口数量为88人。